# Kivu Air
Kivu Air es una aerolínea con base en Goma, República Democrática del Congo. Efectúa vuelos chárter y de carga en la zona. Sus bases principales son el Aeropuerto de Goma y Aeropuerto de Bukavu.
La aerolínea se encuentra en la lista de aerolíneas prohibidas de la Unión Europea.

## Historia
La aerolínea se fundó y comenzó a operar en 1997. Tiene 27 empleados (marzo de 2007).

## Flota
En marzo de 2008 la flota de Kivu Air incluye:
- 1 Casa C.212-200 Aviocar